# BoerBurgerBelangen
BoerBurgerBelangen (BBB) is een Vlaamse politieke partij. Deze partij is de Vlaamse tegenhanger van de Nederlandse BoerBurgerBeweging.

## Algemene situering
De partij is opgericht door Tine Hermans op 17 maart 2023, een dag na de verkiezingsoverwinning van de BoerBurgerBeweging (eveneens afgekort als BBB) in de Nederlandse Provinciale Statenverkiezingen.
Op 2 september 2023 kreeg de partij voor het eerst twee verkozen mandatarissen. Deze gemeenteraadsleden, afkomstig uit Bree en Peer, ruilden hun onafhankelijke positie in voor de BoerBurgerBelangen.
De partij kwam op bij de Vlaamse verkiezingen van 9 juni 2024, maar behaalde geen zetels. BBB wil bij de lokale verkiezingen van 13 oktober 2024 opkomen in Vlaanderen.